# Marta Colombo
Marta Paulina Colombo Campbell (18 de diciembre de 1939) es una médica chilena, especialista en neuropediatría. En 2022 recibió el Premio Nacional de Medicina, siendo la primera mujer en obtener ese reconocimiento.

## Biografía
Se tituló de médica cirujana en la Pontificia Universidad Católica de Chile y realizó sus estudios de posgrado en la Universidad de Chile. A mediados de los años 1960 se unió al laboratorio de investigaciones pediátricas del Hospital Manuel Arriarán. Especializó su carrera en el área de la neuropediatría, atendiendo a niños con enfermedades de origen neurológico y metabólico.
En el ámbito académico, fue profesora titular en la Universidad de Chile. Se desempeñó como jefa de la unidad de genética y enfermedades metabólicas en el Instituto de Nutrición y Tecnología en Alimentos de la Universidad de Chile (INTA), donde trabajó entre 1976 y 1993. Llevó a cabo investigaciones sobre la relación entre desnutrición y desarrollo cognitivo infantil. Además de publicar más de 100 trabajos científicos a lo largo de su carrera, en revistas nacionales e internacionales, en 1999 coeditó junto a Verónica Cornejo y Erna Raimann el libro Errores innatos en el metabolismo del niño. Entre 1999 y 2019 impartió clases en la Facultad de Medicina de la Universidad de Valparaíso.
En 1984, junto al médico Fernando Monckeberg Barros, representó al INTA en la firma de un convenio con el Ministerio de Salud de Chile para desarrollar un plan piloto de detección de la fenilquetonuria. En 1992, el Ministerio de Salud decidió otorgar al piloto el carácter de programa nacional y expandió su implementación a la detección del hipotiroidismo congénito. La iniciativa, denominada Programa de Pesquisa Neonatal para la Fenilcetonuria y el Hipotiroidismo Congénito, ha contribuido a la prevención de las secuelas de discapacidad intelectual que producen esas enfermedades.
Fue además jefa del laboratorio de enfermedades metabólicas del Hospital Carlos van Buren de Valparaíso. Ejerció ese cargo desde 1994 hasta 2019, año en que se jubiló.
Está casada con el también médico neuropediatra Fernando Novoa Sotta.

## Premios y reconocimientos
En 2006, la Sociedad Chilena de Pediatriía le entregó el premio de excelencia académica.
En 2013 recibió la condecoración Orden de la Cruz del Sur, en la categoría Gran Cruz, por "su contribución al desarrollo de investigaciones en el ámbito de la salud".
En 2022 obtuvo el Premio Nacional de Medicina, otorgado por la Academia Chilena de Medicina, la Asociación de Facultades de Medicina de Chile, la Asociación de Sociedades Científicas Médicas de Chile y el Colegio Médico de Chile. Es la primera mujer que ha ganado el premio desde su implementación en 2001. Ese año, además, fue nombrada ciudadana ilustre de Valparaíso, con la entrega de la medalla al mérito Diego Portales por parte de la municipalidad de esa comuna.
En 2024, la Universidad de Valparaíso la nombró doctora honoris causa por su trayectoria. Ese mismo año, el Hospital Carlos van Buren instauró un galardón con su nombre para reconocer la labor investigativa realizada por personal de aquel centro asistencial.